# Кат-Шу
Кат-Шу (рос. Кат-Шу) — печера на Алтаї, Республіка Алтай, Росія.  Загальна протяжність — 975 м. Глибина печери — 185 м, амплітуда висот — 185 м; загальна площа — N/A м²; об'єм — N/A м³.  Печера відноситься до Східноалтайської області Алтайської провінції Алтай-Саянської спелеологічної країни. Кадастровий номер 5142/8716-5.